# Кагока (Міссурі)
Кагока (англ. Kahoka) — місто (англ. city) в США, в окрузі Кларк штату Міссурі. Населення — 1961 особа (2020).

## Географія
Кагока розташована за координатами 40°25′25″ пн. ш. 91°43′7″ зх. д. / 40.42361° пн. ш. 91.71861° зх. д. (40.423620, -91.718706).  За даними Бюро перепису населення США в 2010 році місто мало площу 4,13 км², з яких 4,05 км² — суходіл та 0,08 км² — водойми.

## Демографія
Згідно з переписом 2010 року, у місті мешкало 2078 осіб у 883 домогосподарствах у складі 521 родини. Густота населення становила 503 особи/км².  Було 1001 помешкання (242/км²).
Расовий склад населення:
| - 98,5 % — білих - 0,2 % — чорних або афроамериканців - 0,2 % — азіатів - 0,1 % — корінних американців |

До двох чи більше рас належало 0,8 %. Частка іспаномовних становила 0,7 % від усіх жителів.
За віковим діапазоном населення розподілялося таким чином: 23,7 % — особи молодші 18 років, 55,3 % — особи у віці 18—64 років, 21,0 % — особи у віці 65 років та старші. Медіана віку мешканця становила 39,9 року. На 100 осіб жіночої статі у місті припадало 86,9 чоловіків;  на 100 жінок у віці від 18 років та старших — 85,5 чоловіків також старших 18 років.
Середній дохід на одне домашнє господарство  становив 48 830 доларів США (медіана — 40 262), а середній дохід на одну сім'ю — 60 693 долари (медіана — 51 500). Медіана доходів становила 46 167 доларів для чоловіків та 19 828 доларів для жінок. За межею бідності перебувало 12,7 % осіб, у тому числі 16,5 % дітей у віці до 18 років та 8,6 % осіб у віці 65 років та старших.
Цивільне працевлаштоване населення становило 918 осіб. Основні галузі зайнятості: освіта, охорона здоров'я та соціальна допомога — 23,6 %, виробництво — 22,7 %, роздрібна торгівля — 12,2 %, транспорт — 10,0 %.